# Agios Savvas (Kythnos)
Die Kirche Agios Savvas  (griechisch Άγιος Σάββας Χώρας Κύθνου) ist eine griechisch-orthodoxe Kirche und ein historisches Denkmal in der  Chora von Kythnos auf den Kykladen.

## Lage und Beschreibung
Die Kirche des Agios Savvas befindet sich im Zentralort von Kythnos. Ihr Bau geht auf das Jahr 1613 zurück. Sie wurde auf Kosten des Antonios Gozzadinos erbaut und trägt an der Außenfassade eine Inschrift mit dem Wappen der römisch-katholischen Familie Gozzadini, der der Stifter entstammte.  Es handelt sich um eine einschiffige, gewölbte Kirche mit einem gut erhaltenen holzgeschnitzten Altaraufsatz aus der Zeit um 1640, der anscheinend speziell für diese Kirche angefertigt wurde.
Die Kirche Agios Savvas ist seit 1987 als historisches Denkmal der byzantinischen Kunst und der nachbyzantinischen Periode klassifiziert. Am 5. Dezember wird das Patronatsfest gefeiert. ut.